# Joël Royer
Joël Royer est un pilote de rallye français.

## Biographie
Il exerce désormais le métier de pharmacien à Propriano.

## Palmarès

### Titre
- Champion de France des rallyes Terre: 1988 (sur Citroën Visa 1000 pistes, copilote Antoine Pozzo di Borgo);

### Victoire en championnat de France des rallyes Terre
- Rallye Terre des Cardabelles: 1988.